# Alexander Cunningham (archeolog)
Alexander Cunningham (ur. 23 stycznia 1814 w Londynie, zm. 28 listopada 1893) – brytyjski inżynier wojskowy i archeolog; pierwszy dyrektor Archeologicznych Badań Indii (ang. Indian Archaeological Survey).
W wieku 19 lat przybył do Indii jako inżynier wojskowy. Zainteresowawszy się kulturą Indii, rozpoczął szeroko zakrojone poszukiwania antykwaryczne i organizował ekspedycje badawcze. W latach 30. zorganizował eksplorację stupy w Sarnath. W 1842 badał odkryte przezeń starożytne miasto Sankissa. W 1851 prowadził wykopaliska w Sanchi. Szczególnie interesował się zabytkami związanymi z buddyzmem. Ok. 1860 zakończył karierę wojskową jako major-generał. W 1861 wysłał memorandum do wicekróla Indii, Lorda Canninga, w którym prosił o większe zainteresowanie się sprawą badań archeologicznych Indii i ich instytucjonalizację. W wyniku tego Canning ustanowił Cunninghama dyrektorem Indian Archaeological Survey. Cunningham prowadził badania w Indiach do 1885 (z przerwą w latach 1866-1870). W swoich badaniach archeologicznych wspierał się relacjami pisanymi historyków Xuanzanga i Faxiana. Zdołał zidentyfikować wiele indyjskich starożytnych miast znanych dotąd wyłącznie z zapisków historycznych. W 1887 otrzymał tytuł lordowski. Został pochowany w Londynie. Znaczna część jego kolekcji numizmatycznej znalazła się w posiadaniu British Museum. Otrzymał Order Gwiazdy Indii, a także kawalerski i komandorski stopień Orderu Imperium Indyjskiego.